# Mistrzostwa Chin w łyżwiarstwie figurowym
Mistrzostwa Chin w łyżwiarstwie figurowym (chiń. 全国花样滑冰锦标赛) – krajowe zawody mistrzowskie w Chińskiej Republice Ludowej w łyżwiarstwie figurowym organizowane przez Chiński Związek Łyżwiarski. Medale są przyznawane w konkurencji solistów, solistek, par sportowych i tanecznych.

## Medaliści w kategorii seniorów

### Soliści
| Rok  | Miejsce   | Złoto         | Srebro        | Brąz          | Źr.   |
| ---- | --------- | ------------- | ------------- | ------------- | ----- |
| 1994 | Changchun | Zhang Min     | NO            | NO            |       |
| 1995 | NO        | NO            | Zhang Min     | NO            |       |
| 1996 | NO        | NO            | NO            | NO            |       |
| 1997 | NO        | NO            | Li Chengjiang | Zhang Min     |       |
| 1998 | NO        | Li Chengjiang | NO            | Zhang Min     |       |
| 1999 | NO        | Li Chengjiang | Zhang Min     | Guo Zhengxin  |       |
| 2000 | NO        | NO            | Li Chengjiang | Zhang Min     |       |
| 2001 | Changchun | Li Chengjiang | Zhang Min     | Gao Song      |       |
| 2002 | Harbin    | Li Chengjiang | Zhang Min     | Ma Xiaodong   |       |
| 2003 | Harbin    | Zhang Min     | Li Yunfei     | Song Lun      |       |
| 2004 | Harbin    | Li Chengjiang | Zhang Min     | Gao Song      |       |
| 2005 | Nankin    | Zhang Min     | Song Lun      | Gao Song      |       |
| 2006 | Qiqihar   | Gao Song      | Xu Ming       | Wu Jialiang   |       |
| 2007 | Pekin     | Li Chengjiang | Xu Ming       | Wu Jialiang   |       |
| 2008 | Jilin     | Wu Jialiang   | Xu Ming       | Li Chengjiang | [ 1 ] |
| 2009 | Pekin     | Song Nan      | Li Chengjiang | Yang Chao     |       |
| 2010 | Pekin     | Yan Han       | Xu Ming       | Yang Chao     |       |
| 2011 | Qiqihar   | Yan Han       | Song Nan      | Wu Jialiang   |       |
| 2012 | Changchun | Song Nan      | Wu Jialiang   | Yan Han       |       |
| 2013 | Harbin    | Song Nan      | Yan Han       | Jin Boyang    |       |
| 2014 | Changchun | Jin Boyang    | Song Nan      | Guan Jinlin   |       |
| 2015 | Changchun | Jin Boyang    | Yan Han       | Guan Yuhang   |       |
| 2016 | Harbin    | Jin Boyang    | Song Nan      | Zang Wenbo    |       |
| 2017 | Jilin     | Jin Boyang    | Guan Yuhang   | Li Tangxu     |       |
| 2018 | Changchun | Yan Han       | Zhang He      | Yan Hao       |       |
| 2019 | Harbin    | Jin Boyang    | Zhang He      | Liu Runqi     | [ 2 ] |
| 2020 | Changchun | Yan Han       | Zhang He      | Wang Yi       |       |

### Solistki
| Rok  | Miejsce   | Złoto            | Srebro       | Brąz         | Źr.   |
| ---- | --------- | ---------------- | ------------ | ------------ | ----- |
| 1990 | NO        | Chen Lu          | NO           | NO           |       |
| 1991 | NO        | Chen Lu          | NO           | NO           |       |
| 1992 | NO        | Chen Lu          | NO           | NO           |       |
| 1993 | NO        | Chen Lu          | NO           | NO           |       |
| 1994 | Changchun | Chen Lu          | NO           | NO           |       |
| 1995 | NO        | Chen Lu          | NO           | NO           |       |
| 1996 | NO        | Chen Lu          | NO           | NO           |       |
| 1997 | NO        | Chen Lu          | NO           | NO           |       |
| 1998 | NO        | Chen Lu          | NO           | Wang Qingyun |       |
| 1999 | NO        | Wang Huan        | NO           | NO           |       |
| 2000 | NO        | Fang Dan         | Sun Siyin    | Wang Huan    |       |
| 2001 | Changchun | Chen Lu          | Sun Siyin    | Fang Dan     |       |
| 2002 | Harbin    | Fang Dan         | Sun Siyin    | Wang Qingyun |       |
| 2003 | Harbin    | Fang Dan         | Sun Siyin    | Xu Binshu    |       |
| 2004 | Harbin    | Xu Binshu        | Fang Dan     | Liu Yan      |       |
| 2005 | Nankin    | Liu Yan          | Fang Dan     | Xu Binshu    |       |
| 2006 | Qiqihar   | Xu Binshu        | Fang Dan     | Dong Huibo   |       |
| 2007 | Pekin     | Liu Yan          | Xu Binshu    | Fang Dan     |       |
| 2008 | Jilin     | Liu Yan          | Geng Bingwa  | Wang Yueren  | [ 1 ] |
| 2009 | Pekin     | Liu Yan          | Xu Binshu    | Zhu Qiuying  |       |
| 2010 | Pekin     | Liu Yan          | Li Zijun     | Zhu Qiuying  |       |
| 2011 | Qiqihar   | Li Zijun         | Geng Bingwa  | Zhang Ying   |       |
| 2012 | Changchun | Li Zijun         | Zhang Ying   | Zhang Kexin  |       |
| 2013 | Harbin    | Li Zijun         | Zhao Ziquan  | Wang Jialei  |       |
| 2014 | Changchun | Zhang Kexin      | Zhao Ziquan  | Li Xiangning |       |
| 2015 | Changchun | Li Zijun         | Zhao Ziquan  | Li Xiangning |       |
| 2016 | Harbin    | Zhao Ziquan      | Li Xiangning | Jiao Yunya   |       |
| 2017 | Jilin     | Zhao Ziquan      | Li Xiangning | Zhang Yixuan |       |
| 2018 | Changchun | Li Xiangning     | Zhao Ziquan  | Chen Hongyi  |       |
| 2019 | Harbin    | Yi Christy Leung | An Xiangyi   | Chen Hongyi  | [ 2 ] |
| 2020 | Changchun | An Xiangyi       | Chen Hongyi  | Lin Shan     |       |

### Pary sportowe
| Rok  | Miejsce   | Złoto                    | Srebro                      | Brąz                        | Źr.   |
| ---- | --------- | ------------------------ | --------------------------- | --------------------------- | ----- |
| 1993 | NO        | Shen Xue / Zhao Hongbo   | NO                          | NO                          |       |
| 1994 | Changchun | Shen Xue / Zhao Hongbo   | NO                          | NO                          |       |
| 1995 | NO        | NO                       | Shen Xue / Zhao Hongbo      | NO                          |       |
| 1996 | NO        | Shen Xue / Zhao Hongbo   | NO                          | NO                          |       |
| 1997 | NO        | Shen Xue / Zhao Hongbo   | Pang Qing / Tong Jian       | NO                          |       |
| 1998 | NO        | Shen Xue / Zhao Hongbo   | Pang Qing / Tong Jian       | NO                          |       |
| 1999 | NO        | Shen Xue / Zhao Hongbo   | Pang Qing / Tong Jian       | NO                          |       |
| 2000 | NO        | Pang Qing / Tong Jian    | Zhang Dan / Zhang Hao       | NO                          |       |
| 2001 | Changchun | Shen Xue / Zhao Hongbo   | Pang Qing / Tong Jian       | Zhang Dan / Zhang Hao       |       |
| 2002 | Harbin    | Shen Xue / Zhao Hongbo   | Pang Qing / Tong Jian       | Zhang Dan / Zhang Hao       |       |
| 2003 | Harbin    | Zhang Dan / Zhang Hao    | Ding Yang / Ren Zhongfei    | An Ni / Wei Tao             |       |
| 2004 | Harbin    | Pang Qing / Tong Jian    | Zhang Dan / Zhang Hao       | Ding Yang / Ren Zhongfei    |       |
| 2005 | Nankin    | Ding Yang / Ren Zhongfei | Wang Xue / Wang Jian        | An Ni / Wu Yiming           |       |
| 2006 | Qiqihar   | Zhao Rui / An Yang       | An Ni / Wu Yiming           | Li Jiaqi / Xu Jiankun       |       |
| 2007 | Pekin     | Pang Qing / Tong Jian    | Li Jiaqi / Xu Jiankun       | Wang Xue / Wang Jian        |       |
| 2008 | Jilin     | Zhang Dan / Zhang Hao    | Pang Qing / Tong Jian       | Li Jiaqi / Xu Jiankun       | [ 1 ] |
| 2009 | Pekin     | Dong Huibo / Wu Yiming   | Zhang Yue / Wang Lei        | Cheng Duo / Gao Yu          |       |
| 2010 | Pekin     | Sui Wenjing / Han Cong   | Dong Huibo / Wu Yiming      | Zhang Yue / Wang Lei        |       |
| 2011 | Qiqihar   | Sui Wenjing / Han Cong   | Yu Xiaoyu / Jin Yang        | Zhang Yue / Wang Lei        |       |
| 2012 | Changchun | Zhang Dan / Zhang Hao    | Sui Wenjing / Han Cong      | Yu Xiaoyu / Jin Yang        |       |
| 2013 | Harbin    | Yu Xiaoyu / Jin Yang     | Wang Wenting / Zhang Yan    | Wang Xuehan / Wang Lei      |       |
| 2014 | Changchun | Peng Cheng / Zhang Hao   | Sui Wenjing / Han Cong      | Yu Xiaoyu / Jin Yang        |       |
| 2015 | Changchun | Yu Xiaoyu / Jin Yang     | Wang Xuehan / Wang Lei      | Wang Wenting / Zhang Yan    |       |
| 2016 | Harbin    | Wang Xuehan / Wang Lei   | Sui Jiaying / Yang Yongchao | Zhao Ying / Xie Zhong       |       |
| 2017 | Jilin     | Peng Cheng / Jin Yang    | Han Yue / Yang Yongchao     | Gao Yumeng / Xie Zhong      |       |
| 2018 | Changchun | Yu Xiaoyu / Zhang Hao    | Peng Cheng / Jin Yang       | Wang Xuehan / Wang Lei      |       |
| 2019 | Harbin    | Peng Cheng / Jin Yang    | Wang Xuehan / Wang Lei      | Tang Feiyao / Yang Yongchao | [ 2 ] |
| 2020 | Changchun | Peng Cheng / Jin Yang    | Tang Feiyao / Yang Yongchao | Liu Jiaxi / Xie Zhong       |       |

### Pary taneczne
| Rok  | Miejsce   | Złoto                      | Srebro                     | Brąz                      | Źr.   |
| ---- | --------- | -------------------------- | -------------------------- | ------------------------- | ----- |
| 1996 | NO        | Zhang Weina / Cao Xianming | Wang Rui / Zhang Wei       | NO                        |       |
| 1997 | NO        | Zhang Weina / Cao Xianming | Wang Rui / Zhang Wei       | NO                        |       |
| 1998 | NO        | Zhang Weina / Cao Xianming | Wang Rui / Zhang Wei       | NO                        |       |
| 1999 | NO        | Zhang Weina / Cao Xianming | Wang Rui / Zhang Wei       | NO                        |       |
| 2000 | NO        | Zhang Weina / Cao Xianming | Wang Rui / Zhang Wei       | Yang Fang / Gao Chongbo   |       |
| 2001 | Changchun | Yang Fang / Gao Chongbo    | Fan Ru / Suo Bin           | Qi Jia / Sun Xu           |       |
| 2002 | Harbin    | Zhang Weina / Cao Xianming | Qi Jia / Sun Xu            | Yu Xiaoyang / Wang Chen   |       |
| 2003 | Harbin    | Yang Fang / Gao Chongbo    | Qi Jia / Sun Xu            | Fan Ru / Suo Bin          |       |
| 2004 | Harbin    | Yang Fang / Gao Chongbo    | Yu Xiaoyang / Wang Chen    | Huang Xintong / Zheng Xun |       |
| 2005 | Nankin    | Yang Fang / Gao Chongbo    | Zhang Weina / Cao Xianming | Yu Xiaoyang / Wang Chen   |       |
| 2006 | Qiqihar   | Yu Xiaoyang / Wang Chen    | Huang Xintong / Zheng Xun  | Wang Jiayue / Meng Fei    |       |
| 2007 | Pekin     | Huang Xintong / Zheng Xun  | Yu Xiaoyang / Wang Chen    | Liu Lu / Suo Bin          |       |
| 2008 | Jilin     | Yu Xiaoyang / Wang Chen    | Guan Xueting / Wang Meng   | Zhang Yiyi / Wu Nan       | [ 1 ] |
| 2009 | Pekin     | Huang Xintong / Zheng Xun  | Wang Jiayue / Gao Chongbo  | Yu Xiaoyang / Wang Chen   |       |
| 2010 | Pekin     | Yu Xiaoyang / Wang Chen    | Huang Xintong / Zheng Xun  | Guan Xueting / Wang Meng  |       |
| 2011 | Qiqihar   | Huang Xintong / Zheng Xun  | Yu Xiaoyang / Wang Chen    | Zhang Yiyi / Wu Nan       |       |
| 2012 | Changchun | Huang Xintong / Zheng Xun  | Yu Xiaoyang / Wang Chen    | Zhang Yiyi / Wu Nan       |       |
| 2013 | Harbin    | Yu Xiaoyang / Wang Chen    | Wang Shiyue / Liu Xinyu    | Zhao Yue / Liu Chang      |       |
| 2014 | Changchun | Huang Xintong / Zheng Xun  | Yu Xiaoyang / Wang Chen    | Wang Shiyue / Liu Xinyu   |       |
| 2015 | Changchun | Wang Shiyue / Liu Xinyu    | Zhao Yue / Zheng Xun       | Chen Hong / Zhao Yan      |       |
| 2016 | Harbin    | Zhao Yue / Zheng Xun       | Chen Hong / Zhao Yan       | Zhang Yiyi / Wu Nan       |       |
| 2017 | Jilin     | Chen Hong / Zhao Yan       | Li Xibei / Xiang Guangyao  | Guo Yuzhu / Zhao Pengkun  |       |
| 2018 | Changchun | Wang Shiyue / Liu Xinyu    | Song Linshu / Sun Zhouming | Ning Wanqi / Wang Chao    |       |
| 2019 | Harbin    | Wang Shiyue / Liu Xinyu    | Chen Hong / Sun Zhuoming   | Ning Wanqi / Wang Chao    | [ 2 ] |
| 2020 | Changchun | Wang Shiyue / Liu Xinyu    | Chen Hong / Sun Zhuoming   | Ning Wanqi / Wang Chao    |       |